# Исета Чабарри, Феликс
Феликс Исета Чабарри (исп. Félix Izeta Txabarri; 3 августа 1961) — испанский, сенегальский шахматист, гроссмейстер (1994).
В составе сборной Испании участник 32-й Олимпиады (1996) в Ереване и 4-х командных чемпионатов Европы (1989—1999).
С 2022 года представляет Сенегал

## Изменения рейтинга
| Графики недоступны из-за технических проблем. См. информацию на Фабрикаторе и на mediawiki.org. |